# Монтисело (Њујорк)
Монтисело (енгл. Monticello) град је у америчкој савезној држави Њујорк.

## Демографија
По попису из 2010. године број становника је 6.726, што је 214 (3,3%) становника више него 2000. године.
| Група             | 2000.         | 2010.         |
| Белци             | 2.887 (44,3%) | 2.329 (34,6%) |
| Афроамериканци    | 1.909 (29,3%) | 2.161 (32,1%) |
| Азијати           | 139 (2,1%)    | 161 (2,4%)    |
| Хиспаноамериканци | 1.508 (23,2%) | 2.010 (29,9%) |
| Укупно            | 6.512         | 6.726         |